# Josef Dittrich (politik)
Josef Dittrich (24. července 1818 Praha-Malá Strana  – 3. července 1898 Praha) byl český lékárník a politik, v 2. polovině 19. století poslanec Českého zemského sněmu.

## Biografie
Profesí byl lékárníkem, působícím v Praze. Pocházel z lékárnické rodiny. Jeho otec Vincenc Dittrich provozoval lékárnu U Zlatého lva v tehdejší Ostruhové (dnes Nerudově) ulici v Praze. Roku 1846 převzal od otce vedení firmy. Když byl roku 1860 založen ve Vídni Všeobecný rakouský lékárnický spolek (Allgemeiner österreichischer Apotheker-Verein), stal se Dittrich jeho místopředsedou. V roce 1864 pak působil i jako předseda této celostátní profesní organizace. V roce 1865 předsedal mezinárodnímu sjezdu lékárníků v Braunschweigu. Byl členem odborných farmaceutických společností v Petrohradě, Moskvě a Varšavě. Byl farmakognostickým sběratelem. Jeho kolekce obsahovala 30 000 položek.
V 60. letech 19. století se zapojil i do zemské politiky. V zemských volbách v Čechách v lednu 1867 byl zvolen do Českého zemského sněmu v městské kurii (volební obvod Praha-Malá Strana). V krátce poté konaných zemských volbách v březnu 1867 ovšem mandát neobhájil a za Malou Stranu uspěli německy orientovaní poslanci. Opětovně se na sněm v tomto okrsku dostal až ve zemských volbách v roce 1870 a mandát zde obhájil v zemských volbách v roce 1872. Do sněmu se vrátil v zemských volbách v roce 1883, opět za městskou kurii, obvod Praha-Malá Strana. Uspěl zde i ve volbách v roce 1889. Byl členem Národní strany (staročeské).
Zemřel roku 1898 v Praze a byl pohřben v hrobce na Olšanských hřbitovech.